# 2XXfm
2XXfm је FM радио-станица у Канбери, главном граду Аустралије.
2XXfm је једна од најстаријих активних радио-станица у Канбери. Основана је 1976. од стране Националног универзитета Аустралије као студентски радио. Свој програм емитовао је на 1.008 kHz AM из две студија из Актона.
Године 2000. седиште 2XXfm премештено је из Актона у Центар сити а таласи почели су да се емитују на 98,3 MHz FM.